# Frode Bovim
Frode Bovim (Oslo, 22 de agosto de 1977) es un deportista noruego que compitió en vela en la clase 49er.
Ganó una medalla de plata en el Campeonato Mundial de 49er de 2003 y una medalla de bronce en el Campeonato Europeo de 49er de 2002. Participó en dos Juegos Olímpicos de Verano, en los años 2004 y 2008, ocupando el cuarto lugar en Atenas 2004.

## Palmarés internacional
| \| Campeonato Mundial \| Campeonato Mundial \| Campeonato Mundial \| Campeonato Mundial \| \| Año \| Lugar \| Medalla \| Clase \| \| ------------------ \| ------------------ \| ------------------ \| ------------------ \| \| 2003 \| Cádiz (España) \| Medalla de plata \| 49er \| \| Campeonato Europeo \| \| \| \| \| Año \| Lugar \| Medalla \| Clase \| \| 2002 \| Grimstad (Noruega) \| Medalla de bronce \| 49er \| |                    |                   |       |
| Campeonato Mundial |                    |                   |       |
| Año | Lugar              | Medalla           | Clase |
| 2003 | Cádiz (España)     | Medalla de plata  | 49er  |
| Campeonato Europeo |                    |                   |       |
| Año | Lugar              | Medalla           | Clase |
| 2002 | Grimstad (Noruega) | Medalla de bronce | 49er  |